# Heute Abend Dick Powell
Heute Abend Dick Powell ist eine US-amerikanische Anthologie-Serie, bei der Dick Powell der Host war und in einzelnen Folgen die Hauptrolle übernahm.

## Statt einer Inhaltsbeschreibung
Heute Abend Dick Powell ist eine Anthologie-Serie. In diesem Fall bedeutet das, dass jede Folge komplett für sich allein steht. Die anderen Folgen erzählen andere Geschichten mit anderen Figuren und anderen Darstellern. Trotz einer Tendenz zur dramatischen Seite wechselt das Genre ständig, auch Komödien sind darunter. Daher kann es keine einheitliche Inhaltsangabe geben, und es gibt auch keine Ausgangssituation.

## Hintergrund
Dick Powell bekam 1961 die Gelegenheit, eine weitere Anthologieserie zu starten. Diese war 60 Minuten lang und auf kein Genre festgelegt. Das war wichtig für Powell, da er die Serie für die Produktion von Pilotfilmen für beliebige Genres nutzen wollte. Die vorherige Anthologie, Abenteuer im wilden Westen, hatte nur Pilotfilme für Westernserien ermöglicht.
Trotz seiner langen und erfolgreichen Karriere, durch die er zum Multimillionär geworden war, fehlte Dick Powell noch Kritikerlob und -respekt für eigene Leistungen als Schauspieler. Dies wollte er unbedingt mit Heute Abend Dick Powell erreichen. Er bekam beides. Dazu wies er der Serie ein hohes Budget zu und stieg wieder tief in die Produktion ein. Seine anderen Aufgaben als Leiter der Produktionsfirma Four Star fuhr er dafür zurück. Er agierte als Ausführender Produzent der Serie, doch laut dem Drehbuchautor Christopher Knopf war er auch die Seele der Serie, und es geschah nichts, von dem er nicht wusste. Ursprünglich wollte er sechs Produzenten ernennen, die im Wechsel die einzelnen Folgen übernehmen sollten, doch schließlich wurde Aaron Spelling der einzige Produzent, der auch die Einführungsvorträge schrieb. Dick Powell wurde der Host (Gastgeber) der Serie, und er sollte in zumindest jeder vierten Folge die Hauptrolle übernehmen. Schließlich tat er das in neun der 60 Folgen, darunter die ersten Folgen der beiden Staffeln und Die Ankläger des Captain Wycliff, in der er seinen letzten Auftritt als Schauspieler hatte.
Die erste Staffel mit 30 Folgen lief gut, sodass NBC verlängerte, es war eine der erfolgreichsten Serien 1961. Auch die zweite Staffel der Serie lief gut, doch mit Powells Tod am 2. Januar 1963 wurde klar, dass die Serie enden musste. Für die letzten 16 Folgen wurde die Serie in The Dick Powell Theater umbenannt.
In der Folge Legende um einen Boxer spielte Sammy Davis, Jr. eine Hauptrolle. Zu seiner großen Freude wurde er damit der erste Afroamerikaner, der eine Hauptrolle in einer dramatischen Folge einer Fernsehserie bekam.

### Hosts
Wie bei vielen anderen Anthologien auch, wurden die Folgen von Heute Abend Dick Powell von einem Gastgeber oder einer Gastgeberin („Host“) begonnen. Diese erzählten ein paar Informationen zu der jeweiligen Folgen. Wie der Titel der Serie andeutet, war dies bis zu seinem Tod Dick Powell. Seinen letzten Auftritt hatte er am 1. Januar 1963, dem Tag vor seinem Tod. Danach wurden auf Wunsch von Powells Familie alle bereits von Powell vorbereiteten Einleitungen vernichtet. In den verbliebenen 16 Folgen übernahmen Gaststars diese Rolle.:S. 51
Für die nächste Folge war das Gregory Peck. Er hatte seine Einführung bereits vor dem Tod Powells aufgenommen. Um sich darauf beziehen zu können, wurde eine aktualisierte Version produziert. Neben Peck erwähnte Louella Parsons in einem Artikel 13 weitere Stars: Robert Mitchum, Glenn Ford, Frank Sinatra, Jack Lemmon, Milton Berle, Rock Hudson, Dean Martin, Steve McQueen, James Stewart, Pat Boone, John Wayne, Robert Taylor und Jackie Cooper. In der letzten Folge übernahm Ronald Reagan diese Aufgabe. Andere Aufzählungen erwähnen auch Powells Partner bei Four Star, Charles Boyer und David Niven, sowie seine Witwe June Allyson.
In ihrem Artikel nannte Louella Parsons die Liste „beeindruckend“ und fügte hinzu, dass ausnahmslos alle Hosts die Bezahlung zu Powells Erinnerung für die Krebsforschung gespendet hatten. Im Oktober 1963 berichtete die New York Times, dass 24.000 Dollar für die Krebsforschung im Namen Dick Powells bei der School of Medicine der UCLA eingegangen seien. Dies wären die Einnahmen von zwölf Personen.
Als die Serie 1966 unter dem Namen Hollywood Showcase in die Syndikation ging, agierte June Allyson als Host.

### Veröffentlichung
Die Folgen von Heute Abend Dick Powell wurden zwischen dem 26. September 1961 und dem 30. April 1963 auf NBC erstausgestrahlt. Ab dem 18. April 1963 liefen 24 Folgen im ZDF.

## Episoden

### Staffel 1
| Nr. (ges.) | Nr. (St.) | Deutscher Titel                    | Originaltitel              | Erstausstrahlung Vereinigte Staaten | Deutschsprachige Erstausstrahlung (D) | Regie               | Drehbuch                                 | Darsteller                                                                     |
| ---------- | --------- | ---------------------------------- | -------------------------- | ----------------------------------- | ------------------------------------- | ------------------- | ---------------------------------------- | ------------------------------------------------------------------------------ |
| 1          | 1         | Julie Greer kann nichts mehr sagen | Who Killed Julie Greer?    | 26. Sep. 1961                       | 14. Juli 1964                         | Robert Ellis Miller | Frank D. Gilroy                          | Dick Powell, Dean Jones, Carolyn Jones, Kay Thompson, Edgar Bergen             |
| 2          | 2         | Eine Mine ist gelegt               | Ricochet                   | 3. Okt. 1961                        | 21. Apr. 1964                         | Marc Daniels        | Adrian Spies, Bud Kay                    | Van Heflin, John Doucette, Ellen Burstyn, Robert F. Simon                      |
| 3          | 3         | -                                  | Killer in the House        | 10. Okt. 1961                       | -                                     | David Friedkin      | Borden Deal, Morton Fine, David Friedkin | Edmond O’Brien, Earl Holliman, Wallace Ford, Robert J. Wilke                   |
| 4          | 4         | John J. Diggs                      | John J. Diggs              | 17. Okt. 1961                       | 18. Apr. 1963                         | Ralph Nelson        | Albert Beich, William H. Wright          | Rhonda Fleming, Jack Kruschen, Michael Parks                                   |
| 5          | 5         | -                                  | Doyle Against the House    | 24. Okt. 1961                       | -                                     | Ralph Nelson        | Richard Alan Simmons, Bud Kay            | Milton Berle, Jan Sterling, Ludwig Donath, Gavin MacLeod                       |
| 6          | 6         | -                                  | Out of the Night           | 31. Okt. 1961                       | -                                     | David Friedkin      | Christopher Knopf                        | Charles McGraw, Ziva Rodann, Rosemarie Bowe, Martin Brandt                     |
| 7          | 7         | Ein Mann, der auf die Nerven geht  | Somebody’s Waiting         | 7. Nov. 1961                        | 16. Mai 1963                          | Arthur Hiller       | Adrian Spies                             | Mickey Rooney, Susan Oliver, Warren Oates, David Winters, Paul Mazursky        |
| 8          | 8         | Der Tresor                         | The Geetas Box             | 14. Nov. 1961                       | 30. Juni 1964                         | Thomas Carr         | Art Napoleon, Jo Napoleon                | Cliff Robertson, Charles Bickford, Dean Stockwell, Whit Bissell                |
| 9          | 9         | Good Bye, Hannah                   | Goodbye, Hannah            | 21. Nov. 1961                       | 18. Sep. 1963                         | Marc Daniels        | Steve Fisher                             | Carolyn Jones, William Berger, Hugh Sanders, Addison Richards                  |
| 10         | 10        | Der Teufel zeigt seine Klauen      | Up Jumped the Devil        | 28. Nov. 1961                       | 24. Sep. 1963                         | Otto Lang           | Frank D. Gilroy                          | Hugh O’Brian, Otto Kruger, Josephine Hutchinson, Frank Wilcox                  |
| 11         | 11        | Drei Soldaten                      | Three Soldiers             | 5. Dez. 1961                        | 14. Jan. 1964                         | Ralph Nelson        | Richard Alan Simmons                     | James Donald, Robert Webber, Telly Savalas, Jeanne Carmen                      |
| 12         | 12        | -                                  | A Swiss Affair             | 12. Dez. 1961                       | -                                     | Robert Ellis Miller | William Froug                            | Hazel Court, Cecil Kellaway, Marcel Hillaire, Edgar Barrier                    |
| 13         | 13        | -                                  | The Fifth Caller           | 19. Dez. 1961                       | -                                     | Robert Butler       | Helen Nielsen                            | Michael Rennie, Eva Gabor, Elsa Lanchester, George Macready, Mabel Albertson   |
| 14         | 14        | Zeugin Elena Shay                  | Open Season                | 26. Dez. 1961                       | 2. Juni 1964                          | Ray Milland         | Elizabeth Wilson                         | Dorothy Malone, Dennis O’Keefe, Paul Birch, Sidney Clute                       |
| 15         | 15        | -                                  | Death in a Village         | 2. Jan. 1962                        | -                                     | Marc Daniels        | Christopher Knopf, Aaron Spelling        | Gilbert Roland, Nehemiah Persoff, Gale Garnett, Wladimir Sokoloff              |
| 16         | 16        | Mr. Burton muss sich entscheiden   | A Time to Die              | 9. Jan. 1962                        | 15. Sep. 1964                         | Marc Daniels        | Aaron Spelling                           | June Allyson, Edgar Bergen, John Saxon, Ernest Truex, Tuesday Weld             |
| 17         | 17        | Eine Ladung Tomaten                | Price of Tomatoes          | 16. Jan. 1962                       | 3. Dez. 1963                          | David Friedkin      | Richard Alan Simmons                     | Peter Falk, Inger Stevens, Alejandro Rey                                       |
| 18         | 18        | -                                  | Obituary for Mr.X          | 23. Jan. 1962                       | -                                     | Harry Keller        | Vic Tams                                 | Steve Cochran, Gary Merrill, Dina Merrill, Nancy Reagan, John Ireland          |
| 19         | 19        | -                                  | Squadron                   | 30. Jan. 1962                       | -                                     | Walter Doniger      | Walter Doniger                           | Pat Conway, Joanna Moore, Joe Turkel, Bruce Dern                               |
| 20         | 20        | Das Gefängnis                      | The Prison                 | 6. Feb. 1962                        | 5. Mai 1964                           | Don Medford         | Richard Alan Simmons                     | Charles Boyer, Theodore Bikel, John Abbott                                     |
| 21         | 21        | Aprilsaat                          | Seeds of April             | 13. Feb. 1962                       | 16. Apr. 1964                         | Harry Keller        | Christopher Knopf                        | Gene Barry, Nina Foch, Beverly Garland, Keenan Wynn, Ed Kemmer, Nora Marlowe   |
| 22         | 22        | Legende um einen Boxer             | The Legend                 | 20. Feb. 1962                       | 28. Jan. 1964                         | Marc Daniels        | Bob Barbash                              | Dick Powell, Sammy Davis, Jr., Robert F. Simon, Walter Sande, Gloria Jean      |
| 23         | 23        | -                                  | The Hook                   | 6. März 1962                        | -                                     | Joseph H. Lewis     | Christopher Knopf                        | Robert Loggia, Ray Danton, Ed Begley, Joan Taylor, Anthony Caruso              |
| 24         | 24        | Blick vom Eiffelturm               | View from the Eiffel Tower | 13. März 1962                       | 19. Mai 1964                          | Lewis Allen         | Alfred Brenner, Aaron Spelling           | Dick Powell, Jane Powell, Akim Tamiroff, Bella Darvi, Oscar Beregi junior      |
| 25         | 25        | Tödliche Fracht                    | 330 Independence S.W.      | 20. März 1962                       | 11. Aug. 1964                         | Samuel Fuller       | Allen Sloane                             | William Bendix, Julie Adams, Bert Freed, Yale Summers                          |
| 26         | 26        | -                                  | The Clocks                 | 27. März 1962                       | -                                     | Lewis Allen         | Charles Bennett                          | Joan Fontaine, David Farrar, Wayne Rogers, Addison Richards                    |
| 27         | 27        | -                                  | Safari                     | 3. Apr. 1962                        | -                                     | David Friedkin      | Juarez Roberts, C. S. Forester           | Glynis Johns, James Coburn, Juano Hernández, Ellen Corby                       |
| 28         | 28        | Boston Terrier                     | The Boston Terrier         | 10. Apr. 1962                       | 16. Juli 1963                         | Blake Edwards       | Lester Pine, Blake Edwards, Tom Waldman  | Robert Vaughn, Robert J. Wilke, John McGiver, John Marley                      |
| 29         | 29        | Striptease – Gesetzlich geschützt? | No Strings Attached        | 24. Apr. 1962                       | 11. Feb. 1964                         | Hy Averback         | Ben Starr, Robert O’Brien, Bud Kay       | Dick Powell, Angie Dickinson, Mamie Van Doren, Barbara Nichols, Robert Strauss |
| 30         | 30        | -                                  | Savage Sunday              | 1. Mai 1962                         | -                                     | Buzz Kulik          | Adrian Spies                             | Nick Adams, Ann Blyth, Burt Brinckerhoff                                       |

### Staffel 2
| Nr. (ges.) | Nr. (St.) | Deutscher Titel                  | Originaltitel                        | Erstausstrahlung Vereinigte Staaten | Deutschsprachige Erstausstrahlung (D) | Regie               | Drehbuch                                        | Darsteller                                                                                      |
| ---------- | --------- | -------------------------------- | ------------------------------------ | ----------------------------------- | ------------------------------------- | ------------------- | ----------------------------------------------- | ----------------------------------------------------------------------------------------------- |
| 31         | 1         | -                                | Special Assignment                   | 25. Sep. 1962                       | -                                     | Don Taylor          | Ben Starr, Robert O’Brien                       | Dick Powell, June Allyson, Edgar Bergen, Frances Bergen, Jackie Cooper                          |
| 32         | 2         | -                                | Tomorrow, the Man                    | 2. Okt. 1962                        | -                                     | Don Medford         | Bob Barbash, Bud Kay                            | Eli Wallach, Kim Hunter, Susan Kohner, Robert F. Simon                                          |
| 33         | 3         | -                                | Run Till It’s Dark                   | 9. Okt. 1962                        | -                                     | Robert Ellis Miller | Turnley Walker                                  | Tuesday Weld, Fabian, Paul Sorensen                                                             |
| 34         | 4         | Henkersmahlzeit für die Freiheit | The Doomsday Boys                    | 16. Okt. 1962                       | 24. März 1964                         | Elliot Silverstein  | Richard Alan Simmons, Bud Kay                   | Dick Powell, Peter Falk, John Larch, Alejandro Rey                                              |
| 35         | 5         | Die Seehexe                      | The Sea Witch                        | 23. Okt. 1962                       | 25. Aug. 1964                         | John Peyser         | Allen H. Miner, Cecil Smith, Bud Kay            | Carolyn Jones, Harry Guardino, John Ericson, Gerald Mohr, Rex Ingram                            |
| 36         | 6         | -                                | The Great Anatole                    | 30. Okt. 1962                       | -                                     | Buzz Kulik          | Richard Alan Simmons                            | Curd Jürgens, Dana Wynter, Lee Philips, Oscar Beregi junior, Leonid Kinskey                     |
| 37         | 7         | Glorreiche Tage                  | Days of Glory                        | 13. Nov. 1962                       | 28. Juli 1964                         | Marc Daniels        | Richard Alan Simmons                            | Charles Boyer, Suzanne Pleshette, Lloyd Bochner, Ben Wright, Valentin de Vargas                 |
| 38         | 8         | -                                | In Search of a Son                   | 20. Nov. 1962                       | -                                     | Buzz Kulik          | S. Lee Pogostin, Bud Kay                        | Dean Stockwell, Gladys Cooper, Sebastian Cabot, Richard Bakalyan                                |
| 39         | 9         | -                                | Borderline                           | 27. Nov. 1962                       | -                                     | Charles F. Haas     | Albert Beich, William H. Wright                 | John Payne, Hazel Court, Elisha Cook, Rupert Crosse                                             |
| 40         | 10        | Pericles in New York             | Pericles on 31st Street              | 4. Dez. 1962                        | 7. Apr. 1964                          | Sam Peckinpah       | Harry Mark Petrakis, Sam Peckinpah              | Theodore Bikel, Arthur O’Connell, Carroll O’Connor, Milton Selzer, Strother Martin              |
| 41         | 11        | Die Ankläger des Captain Wycliff | The Court Martial of Captain Wycliff | 11. Dez. 1962                       | 19. Nov. 1963                         | Buzz Kulik          | Harry Julian Fink                               | Dick Powell, Dina Merrill, Edward Andrews, Ed Begley, Robert Keith, James MacArthur             |
| 42         | 12        | -                                | Crazy Sunday                         | 18. Dez. 1962                       | -                                     | Jeffrey Hayden      | James Poe                                       | Dana Andrews, Vera Miles, Rip Torn, Barry Sullivan, Noreen Nash                                 |
| 43         | 13        | Sein großer Tag                  | The Big Day                          | 25. Dez. 1962                       | 10. März 1964                         | Robert Florey       | Max Ehrlich                                     | Robert Morley, Joan Blondell, Jack Cassidy, Everett Sloane, Michael Fox                         |
| 44         | 14        | -                                | The Honorable Albert Higgins         | 1. Jan. 1963                        | -                                     | Don Taylor          | Ben Starr, Robert O’Brien                       | Tom Ewell, Barbara Rush, Vaughn Taylor, Vito Scotti, Carl Benton Reid                           |
| 45         | 15        | -                                | Project X                            | 8. Jan. 1963                        | -                                     | Walter Doniger      | Collier Young, Bud Kay                          | Michael Rennie, Gena Rowlands, Steve Forrest, William Pullen, Bing Russell                      |
| 46         | 16        | -                                | The Losers                           | 15. Jan. 1963                       | -                                     | Sam Peckinpah       | Bruce Geller, Sam Peckinpah                     | Lee Marvin, Keenan Wynn, Rosemary Clooney, Mike Mazurki, Dub Taylor                             |
| 47         | 17        | -                                | Everybody Loves Sweeney              | 22. Jan. 1963                       | -                                     | Don Medford         | Bill Manhoff, Bud Kay, Berne Giler              | Mickey Rooney, Joanne Linville, David White, Ross Martin, Alan Reed                             |
| 48         | 18        | -                                | The Rage of Silence                  | 29. Jan. 1963                       | -                                     | Don Taylor          | Ed Spiegel, Jules Maitland                      | Peter Falk, Carol Lynley, Fred Beir, Fred Essler, Marjorie Bennett                              |
| 49         | 19        | -                                | The Judge                            | 5. Feb. 1963                        | -                                     | Bernard L. Kowalski | Harry Mark Petrakis, Bruce Geller, Bud Kay      | Richard Basehart, Nico Minardos, Mary Murphy, Robert Crawford junior, Otto Kruger               |
| 50         | 20        | -                                | Luxury Liner                         | 12. Feb. 1963                       | -                                     | Paul Wendkos        | Christopher Knopf                               | Rory Calhoun, Carroll O’Connor, Jan Sterling, Ludwig Donath, Ed Kemmer                          |
| 51         | 21        | -                                | Apples Don’t Fall Far                | 19. Feb. 1963                       | -                                     | Joseph Lejtes       | Lester Pine, Beatrice A. Dresher, Joseph Lejtes | Michael Kane, Johnny Crawford, David Wayne, Bernard Kates, Frank Puglia                         |
| 52         | 22        | -                                | Tissue of Hate                       | 26. Feb. 1963                       | -                                     | Marc Daniels        | Tony Barrett, Bud Kay                           | Henry Fonda, Polly Bergen, Gloria Laura Vanderbilt, Eduard Franz, Elisabeth Fraser              |
| 53         | 23        | -                                | Thunder in a Forgotten Town          | 5. März 1963                        | -                                     | Bernard L. Kowalski | Richard Carr, Irving J. McCarthy                | Edie Adams, Milton Berle, Joey Bishop, David Janssen, Pat O’Brien                               |
| 54         | 24        | -                                | Colossus                             | 12. März 1963                       | -                                     | Don Medford         | Richard Alan Simmons                            | William Shatner, Robert Brown, Geraldine Brooks, Frank Overton, Lee Van Cleef                   |
| 55         | 25        | -                                | Charlie’s Duet                       | 19. März 1963                       | -                                     | Don Taylor          | Richard Carr, Bud Kay                           | Anthony Franciosa, Jim Backus, Zsa Zsa Gabor, James Gregory, Julie London, Cesar Romero         |
| 56         | 26        | -                                | The Third Side of a Coin             | 26. März 1963                       | -                                     | Marc Daniels        | S. Lee Pogostin, Bud Kay                        | June Allyson, John Forsythe, Hugh Marlowe, Jeanne Bal, Marta Kristen, Veronica Cartwright       |
| 57         | 27        | -                                | Epilogue                             | 2. Apr. 1963                        | -                                     | Bernard L. Kowalski | Bruce Geller                                    | Lee Marvin, Ricardo Montalbán, Claude Akins, Robert Crawford junior, Patricia Breslin           |
| 58         | 28        | -                                | The Last of the Big Spenders         | 16. Apr. 1963                       | -                                     | Robert Gist         | Richard Alan Simmons                            | Dana Andrews, Inger Stevens, Robert Redford, Herschel Bernardi, Norman Fell                     |
| 59         | 29        | -                                | The Old Man and the City             | 23. Apr. 1963                       | -                                     | William A. Graham   | John Pickard, Frank Provo                       | Charles Ruggles, Bruce Dern, Joan Blackman, Charles Bickford, Edward Binns                      |
| 60         | 30        | -                                | Last of the Private Eyes             | 30. Apr. 1963                       | -                                     | Marc Daniels        | Richard Carr, Robert L. Jacks                   | Robert Cummings, Eddie Anderson, William Bendix, Sebastian Cabot, Macdonald Carey, Jeanne Crain |

## Rezeption

### Kritiken
Ende 1961 gab es eine Studie, die überprüfte, wie weit professionelle Kritiker in ihren Aussagen übereinstimmen. Dazu wurden die Kritiken für die damals neu ausgestrahlten Serien auf allen drei großen Netzwerken ausgewertet. Die Untersuchung ergab, dass professionelle Kritiker wie andere Menschen auch, sehr unterschiedlicher Meinung seien. Heute Abend Dick Powell war die einzige untersuchte Serie, die durchgehend exzellente Reviews bekam.

### Auszeichnungen und Nominierungen
The Dick Powell Theatre erhielt 1963 einen Golden Globe Award als beste Fernsehserie. Zudem erhielt die Serie 1962 und 1963 insgesamt neun Nominierungen für einen Emmy: In beiden Jahren war sie als Beste Dramaserie nominiert. Leith Stevens wurde 1962 und Joseph Mullendore 1963 in der Kategorie Beste TV-Originalmusik nominiert, dazu kam Richard Alan Simmons 1962 in der Kategorie Bestes Dramadrehbuch. Des Weiteren gab es 1962 drei Nominierungen in der Kategorie Bester Einzeldarsteller für Peter Falk, der den einzigen Emmy für die Serie gewann, Milton Berle und Mickey Rooney, sowie eine für Inger Stevens in der Kategorie Beste Einzeldarstellerin.
Desmond Marquette erhielt 1962 und 1963 jeweils einen Eddie Award der American Cinema Editors für den besten Schnitt, Richard Alan Simmons ebenfalls in beiden Jahren den Laurel Award der 
Writers Guild of America. David Friedkin konnte 1963 den Directors Guild of America Award gewinnen, Ralph Nelson war 1962 dafür nominiert.
Laut Variety wurde die Folge Doyle Against the House als erster Fernsehfilm überhaupt für die Oscars 1962 in Betracht gezogen. Es kam aber zu keiner Nominierung.

## Nachwirkungen
Innerhalb von Heute Abend Dick Powell wurden 14 Pilotfolgen für geplante Serien ausgestrahlt. Nur zwei dieser Serien kamen tatsächlich ins Fernsehen, nämlich Amos Burke (Pilot Julie Greer kann nichts mehr sagen)  und Saints and Sinners (Pilot Savage Sunday).